# Quốc kỳ Barbados
Quốc kỳ Barbados (tiếng Anh: Flag of Barbados) với ba vạch đứng lam - vàng - lam đều nhau.
Cờ quốc gia của Barbados chính thức được thông qua vào ngày 30 tháng 11 năm 1966, ngày Độc lập đầu tiên của hòn đảo, lần đầu tiên nó được Trung tá Hartley Dottin thuộc Trung đoàn Barbados nâng lên.

## Lịch sử
| Flag | Quãng thời gian | Sử dụng               | Mô tả\|-                               |  | 1958–62 | Cờ Liên đoàn Tây Indie | Được biết đến là "Cờ Mặt trời và Biển" |
|      | 1870–1966       | Cờ Thuộc địa Barbados | Thiết kế của Anh với phù hiệu Barbados |  |         |                        |                                        |